# Destination (Ronan Keating)
Destination è il secondo album del cantante irlandese Ronan Keating. È stato distribuito in tutto il mondo a partire dal 20 maggio 2002 dalla Polydor Records. l'album è arrivato alla posizione #1 nella classifica inglese ed è stato certificato doppio Disco di platino.

## Tracce
1. "I Love It When We Do" (Gregg Alexander, Rick Nowels) – 3:53
2. "Love Won't Work (If We Don't Try)" (Alexander, Nowels) – 3:44
3. "If Tomorrow Never Comes" (Kent Blazy, Garth Brooks) – 3:35
4. "Come Be My Baby" (Alexander, Nowels) – 3:53
5. "Lovin' Each Day" (Alexander, Nowels) – 3:33
6. "My One Thing That's Real" (Alexander, Nowels) – 3:35
7. "Time For Love" (Alexander, Nowels) – 3:51
8. "Blown Away" (Alexander, Nowels) – 3:39
9. "As Much As I Can Give You Girl" (Alexander, Nowels) – 4:15
10. "Pickin' Me Up" (Alexander, Ronan Keating, Nowels) – 4:42
11. "Joy and Pain" (Jeremy Godfrey, Keating, Bill Padley) – 3:49
12. "We've Got Tonight" featuring Giorgia Todrani (Bob Seger) – 3:39
13. "The Long Goodbye" (Paul Brady, Keating) – 4:43
14. "I Got My Heart On You" (UK bonus track) (Alexander) – 3:57